# 再配分
再配分（さいはいぶん）は、文化人類学、経済学、社会学などで用いられる概念である。再配分では、財が集団の中で集められたのちに、慣習、法、臨機の決定などによって分配される。再分配とも表記される。

## 定義
簡潔な定義として、再配分とは集めて配ることとされる。手続きとしての再配分は、財やサービスを集めて成果を配る。再配分は集団的な営為にあたるが、集団の存在は前提条件ではなく、特定の目的に応じて成立する場合もある。集める場所は物理的な場所であったり、登記上の占有の変更のように抽象的な場であったりする。集める方法や分配の方法は多岐にわたり、捕獲物の貯蔵から現物税制、近代諸国家の租税システムなども含まれる。
再配分は、特に中央権力を有する社会において必ず現れるシステムとされる。狩猟採集社会から中央集権国家にいたるまで政治制度の一部であり、貯蔵、徴税、分業や社会階層、大規模な儀礼を可能にする。搾取的な性格を持つ場合もあれば、社会保険のように福祉的な性格を持つ場合もある。再配分は、中央への運動と外への運動をともない、中心性が不可避とされる。図式的には星状の図表で表され、財や人間の動きは中央に向かう矢と中央から出ていく矢で示される。
参加者は共同体の意味づけを多様に行うため、再配分の範囲が明確な中心と境界をもつ単一の共同体に限らない場合がある。リーダーや役職が存在せずに徴収と分配が行われ、財の徴収先と分配先が一致しない場合もある。こうした営為を再配分に含めるかについては議論がある。互酬や交換など共同体の範疇に囚われない経済活動を再配分の一種と見なす考えもある。

### 政策との違い
政策としての富の再分配または所得再分配は、富の格差を是正して公平な分配を達成しようとする国民国家の政策を指す。累進性のある租税制度、社会保障制度などがこれにあたり、再配分される富は基本的に貨幣を指す。これに対して人類学における再配分は、国民国家の存在、格差の是正、貨幣の存在を前提としない。饗宴、祝い事、家族内の食物寄託、戦争、交易、公共建築物の建設なども再配分と呼ばれる。

## 再配分の形態

### 家政
小規模な集団でも家政として再配分が行われた。古代ローマのファミリア、先秦時代中国の宗族、中世ゲルマン人のムント、中央アフリカのクラール、スラヴ人のザドルガなどがこれにあたる。家政は集団にとっての食糧調達も指し、ギリシア語のオイコノミア、ドイツ語のハウスハルトゥングがこれにあたる。ガーナのダゴンバ地域では大家族の家の主（yidana）が世帯の再配分の中心となる。家の主は同居家族を食べさせる規範があり、それによって能力が評価される。

### 大規模貯蔵制度
古代メソポタミアのシュメル・バビロニア帝国、エジプト新王国、中国の歴代王朝、南アメリカのインカ帝国など中央集権的な国家が大規模な貯蔵制度による再配分を行った。

### 祭礼
アフリカではダホメ王国の貢祖大祭、モシ人の収穫祭であるバスガなどがある。太平洋のトロブリアンド諸島で交易用カヌーが進水すると行うサガリは、カヌーの建造に関わった人々に食物を配分する儀式である。アメリカ大陸北西部のポトラッチのように、裕福な者からの贈与は再配分と関係を持つ。

### 慈善、喜捨
東ローマ帝国において、貧民に対する食糧支給は大土地所有者である教会によってしばしば行われ、キリスト教の理念の一つである慈善と密接に関係していた。これは市民から教会への寄進によって教会の財産が確立し、その財をもとにして慈善活動が行われたことによる。イスラム世界ではイスラム教の「五行」の一つであるザカートに基づいてワクフが行われ、所得の再分配や社会資本の形成がなされた。

### 交易
交易は、共同体がその場にない財を獲得するために行われる。大規模な交易は政府または政府に管理された組織が担い、再配分を用いた管理交易または条約交易が運営された。輸入された財の分配と輸出材の徴集が行われ、共同体の間では条約の存在が前提とされた。

### 市場
再配分は、共同体の内部において市場と結びつくことがあり、そうした市場では食料などの日用品を扱う。古代ギリシアのポリスの再配分には、富裕者の家政（オイコス）を用いた方法、都市国家レベルでの中央集権的な方法、アゴラの市場を用いた方法の3種類があった。アテナイの富裕者だったキモンは古来からの領地にもとづく再配分を行ない、貧困の市民に収穫物を分け与えた。これに対してペリクレスはアゴラの方法を推進し、それまで無料だった法廷の陪審者に報酬を支給し、アゴラで食料を入手できるようにした。
中世ヨーロッパでは領主や教会、のちには都市自治体が食料や日用品の流通を促進させ、必要物資を確保するための市場管理を行った。北アメリカでは植民地時代から19世紀にかけて市場法の伝統があり、都市では食料の高騰や欠乏を防ぐためにパブリック・マーケットが設立された。食料品はパブリック・マーケットを通してのみ購入でき、市場外取引、転売、買占めは禁止された。老人、未亡人、身体障害者、貧困者などは売り場使用料や営業時間制限を免除され、路上での行商が認められた。ニューヨークのように冬が厳しい都市では、食料の他に燃料も管理された。

### 保険、社会保障
保険は加入者が掛け金を支払い、それに応じて保険金が支払われる。企業や政府機関に集めた掛け金を加入者に配りなおす制度という点で再配分に含まれる。他の再配分と異なる特徴としてリスクも集められる点がある。
介護保険の制度は、若年層からの保険料で親や祖父母の介護を可能とするという点で、扶助原理にもとづく所得再配分を含んだ再配分制度としての面がある。
社会保障のもとになる租税システムをどのように解釈するかで、社会保障と再配分の関係は異なって解釈される。税金を払うことで何らかのサービスを受け取る権利があると主張する場合は再配分よりも交換の概念に近い。税金を払っているのは自分の他にもおり、集められた財の配分を求める場合は交換よりも再配分に近い。このように個人の見通しによって異なる。

### 格差是正
インド政府は、カーストによる差別の撤廃と個人の平等を実現するために留保制度を実施した。不平等の原因となっていたカーストに代わって指定カーストや指定トライブという新しい概念の集団を定義し、教育、公職、議席の優遇措置を定めた。留保制度の中にはヒエラルキーと平等性のモラルが併存することになり、論争や反対運動を起こしつつ拡大傾向にある。

## 数学と文字
再配分で管理する物資の数量や種類が増えるにつれ、計算や記録も複雑化した。このため再配分システムは、シュメルのトークンとブッラや、ミケーネ文明の貯蔵制度における線文字Bなど、初期の文字の発達と関連があるとされている。古代エジプトでエジプト式分数が発達した理由として、再配分による現物経済もあげられている。